# 筑波幸一郎
筑波 幸一郎（ちくば こういちろう、1968年 - ）は、日本の建築家。筑波建築工房代表。中国建築科学研究院建築設計院上海分院創意設計平台第一総設計長。大阪府建築士会元理事。

## 略歴
- 1968 大阪府門真市生まれ
- 1986 兵庫県立武庫之荘高等学校 卒業
- 1992 京都市立芸術大学 美術学部デザイン科環境デザイン学科卒業
- 1992 株式会社大林組 建築設計部
- 1996 アトリエ88
- 1997 アトリエG&B
- 1998 株式会社大林組 インタースペース部
- 2005 筑波建築設計工房設立
- 2006 摂南大学　非常勤講師　〜2013
- 2009 京都市立芸術大学　非常勤講師　〜2013
- 2015 筑波建築設計工房 上海設計室開設（中国建築科学研究院クリエイティブプラットホーム内）〜2016

## 賞歴
- 1992　京都芸術大学卒業制作「京都駅修景計画」市長買上賞受賞
- 2005　武庫川女子大学建築学科新校舎デザインアイデアコンペ　最優秀賞

## 代表作品
- さつき台の家（生駒市、2008年）
- 千里山の家（吹田市、2009年）
- 近鉄伊勢市駅駅舎（三重県、2013年）
- 藤枝研磨工業所篠山工場（兵庫県、2014年）